# Gnaphosa tigrina
Gnaphosa tigrina är en spindelart som beskrevs av Simon 1878. Gnaphosa tigrina ingår i släktet Gnaphosa och familjen plattbuksspindlar. Inga underarter finns listade i Catalogue of Life.